# George Anders
 George J. Anders (ur. 1949 w Łodzi) – naukowiec, którego zainteresowania naukowe obejmują przede wszystkim trzy dziedziny: obliczanie obciążalności kabli elektroenergetycznych, zastosowanie metod probabilistycznych do analizy i projektowania systemów energetycznych oraz wdrażanie nowych metod i procesów optymalizacyjnych do rozwiązywania problemów systemów energetycznych.
Profesor zwyczajny George J. Anders, od 2000 roku pracuje na Politechnice Łódzkiej, gdzie jest zatrudniony w Katedrze Mikroelektroniki i Technik Informatycznych Politechniki Łódzkiej.
Anders związany był także z University of Toronto, gdzie był zatrudniony na stanowisku Adjunct Professor. Przez wiele lat prowadził zajęcia z zastosowania metod probabilistycznych w inżynierii w Faculty of Applied Science and Engineering na University of Toronto. Jego książka Probability Concepts in Electric Power Systems (Wiley, New York, 1990) jest fundamentalnym dziełem zawierającym podstawową wiedzę z tej dziedziny.
W 1973 roku otrzymał tytuł magistra ze specjalnością automatyka na Politechnice Łódzkiej. W  latach 1977 i 1980 zdobył odpowiednio tytuł magistra matematyki oraz stopień naukowy doktora z Power System Reliability na University of Toronto. W 2000 r. uzyskał stopień doktora habilitowanego, a nominację profesorską od Prezydenta RP w 2006 r.
Anders jest autorem trzech monografii, a także ponad 100 artykułów zaprezentowanych na konferencjach międzynarodowych. W prestiżowych czasopismach opublikował około 50 prac dotyczących różnych zastosowań rachunku prawdopodobieństwa i metod optymalizacyjnych w energetyce. W czasopismach z listy filadelfijskiej ukazało się także ponad 60 jego artykułów z dziedziny analizy kabli elektroenergetycznych.
W latach 1975–2012 pracował w firmie elektroenergetycznej Ontario Hydro oraz jej następcy – Kinectrics Inc – w Toronto w Kanadzie, gdzie był odpowiedzialny za obliczenia obciążalności kabli elektroenergetycznych oraz wprowadzanie zaawansowanych metod analizy systemów energetycznych. Przez wiele lat pełnił funkcję Principal Engineer/Scientist w Electrical Systems Technologies Department of Kinectrics. Posiada tytuł Fellow of IEEE, a także Project Management Professional z Project Management Institute. Reprezentant Kanady w Working Group 19 International Electrotechnical Commission i przez wiele lat jej współprzewodniczący. Reprezentant Kanady w grupie CIGRE (International Council on Large Electric Systems) WG B1.35, której celem jest zebranie stanu wiedzy z dziedziny obliczania obciążalności kabli elektroenergetycznych oraz w grupie B1.56 zajmującej się przygotowaniem standardów do weryfikacji algorytmów obliczeniowych w tej dziedzinie. Członek grup roboczych IEEE zajmujących się tymi zagadnieniami.
George J. Anders był kierownikiem projektów sponsorowanych przez Canadian Electrical Association oraz jedynym autorem algorytmów obliczeniowych, w wyniku których powstał program obliczeniowy CYMCAP służący obliczaniu obciążalności kabli od niskiego do bardzo wysokiego napięcia. Program ten, sprzedawany przez Cyme Int. w Montrealu, używany jest w przeszło 1000 instytucjach, w 60 krajach, na 5 kontynentach.
Prowadził szereg dużych projektów w Ameryce Północnej, których celem było opracowanie metod przewidywania pozostałego czasu życia maszyn i urządzeń oraz zarządzania zasobami trwałymi przedsiębiorstw elektroenergetycznych. Prowadził również wieloletni projekt dla Hydro One, największego przedsiębiorstwa zarządzającego sieciami energetycznymi w Kanadzie, którego celem było opracowanie modeli matematycznych do obliczania obciążalności transformatorów i kabli w czasie rzeczywistym oraz ich praktyczna implementacja. Był także kierownikiem kilku innych projektów dla Hydro One, których celem było opracowanie metod i programów komputerowych do analizy ryzyka i wspomagania decyzji.
Prowadził szereg projektów z zastosowaniem metod probabilistycznych związanych z wyborem optymalnej polityki remontowej dla urządzeń energetycznych. Był również kierownikiem kilku projektów w Kolumbii w Ameryce Południowej, których zadaniem było oszacowanie kosztów awarii systemu przesyłu energii elektrycznej oraz zmniejszenie strat w przesyłaniu tej energii. Zajmował się także opracowaniem rankingów niezawodnościowych dla elementów sieci elektroenergetycznej takich jak linie przesyłowe, transformatory czy całe podstacje.
Oprócz tego, był kierownikiem projektu sponsorowanego przez Consolidated Edison Company of New York, którego celem było opracowanie i wdrożenie metody do wykrywania małych wycieków w wysokociśnieniowych kablach olejowych wysokiego napięcia. Opracowane algorytmy używają metod sztucznej inteligencji i sieci Bayesowskich do podejmowania decyzji. Szereg instalacji w USA i Kanadzie jest w stadium testów. Innym projektem kierowanym przez Andersa było opracowanie i wdrożenie algorytmów do obliczania obciążalności kabli wysokiego napięcia w czasie rzeczywistym. Kilka instalacji pracuje w USA i Kanadzie.
W uznaniu jego wkładu w dziedzinę analizy kabli elektroenergetycznych Anders otrzymał w 1990 r. New Technology Award z Ontario Hydro. Dodatkowo, w 2007 roku przyznano mu 1906 Award z International Electrotechnical Commission za pracę nad zagadnieniami obciążalności kabli elektroenergetycznych. W uznaniu jego zasług w dziedzinie zastosowania metod probabilistycznych w inżynierii elektrycznej, Anders otrzymał w 2014 roku nagrodę PMAPS. Jest ona przyznawana raz na dwa lata jednej osobie na świecie przez Society for the Application of Probability Methods in Power Systems. W 2016 roku profesor Anders otrzymał najbardziej prestiżową nagrodę w dziedzinie przesyłu energii elektrycznej: IEEE Herman Halperin Electric Transmission and Distribution Award, za wybitny wkład w dziedzinie przesyłu i dystrybucji energii, a w szczególności za wkład w rozwój metod obliczeniowych termicznej obciążalności elektrycznych kabli przesyłowych. Również w 2016 roku Anders otrzymał Medal of Engineering Excellence, najwyższe wyróżnienie przyznawane przez Association of Electrical Engineers in the Province of Ontario w Kanadzie. W 2018 roku Anders otrzymał nagrodę IEEE Power Engineering Society: Roy Billinton Power System Reliabiity Award (For contributions in development of probabilistic models in power system planning and equipment remaining life). W roku 2019 został uhonorowany nagrodą IEEE Power & Energy Society Prize Paper Award za artykuł opublikowany w IEEE Transactions on Power Delivery, zatytułowany: Rating of Underground Power Cables with Boundary Temperature Restrictions.

## Wybrane publikacje
- George J. Anders, Probability Concepts in Electric Power Systems, Wiley, New York, 1990
- George J. Anders, Rating of Electric Power Cables – Ampacity Computations for Transmission, Distribution and Industrial Installations, IEEE Press in their Power System Reference Series, 1997
- George J. Anders, Rating of Electric Power Cables in Unfavorable Thermal Environment, IEEE Press in their Power System Reference Series, 2005
- A. Vaccaro and George J. Anders, ed., Emerging methodologies to meet modern power systems reliability challenges, Springer, 2011
- Oscar G. Carmona, Mario A. Rios Mesias, George J. Anders, On-line Monitoring of Electric Power System for Controlled Islanding, Universidad Tecnológica de Pereira, Colombia, 2015